# Könyvtekercs

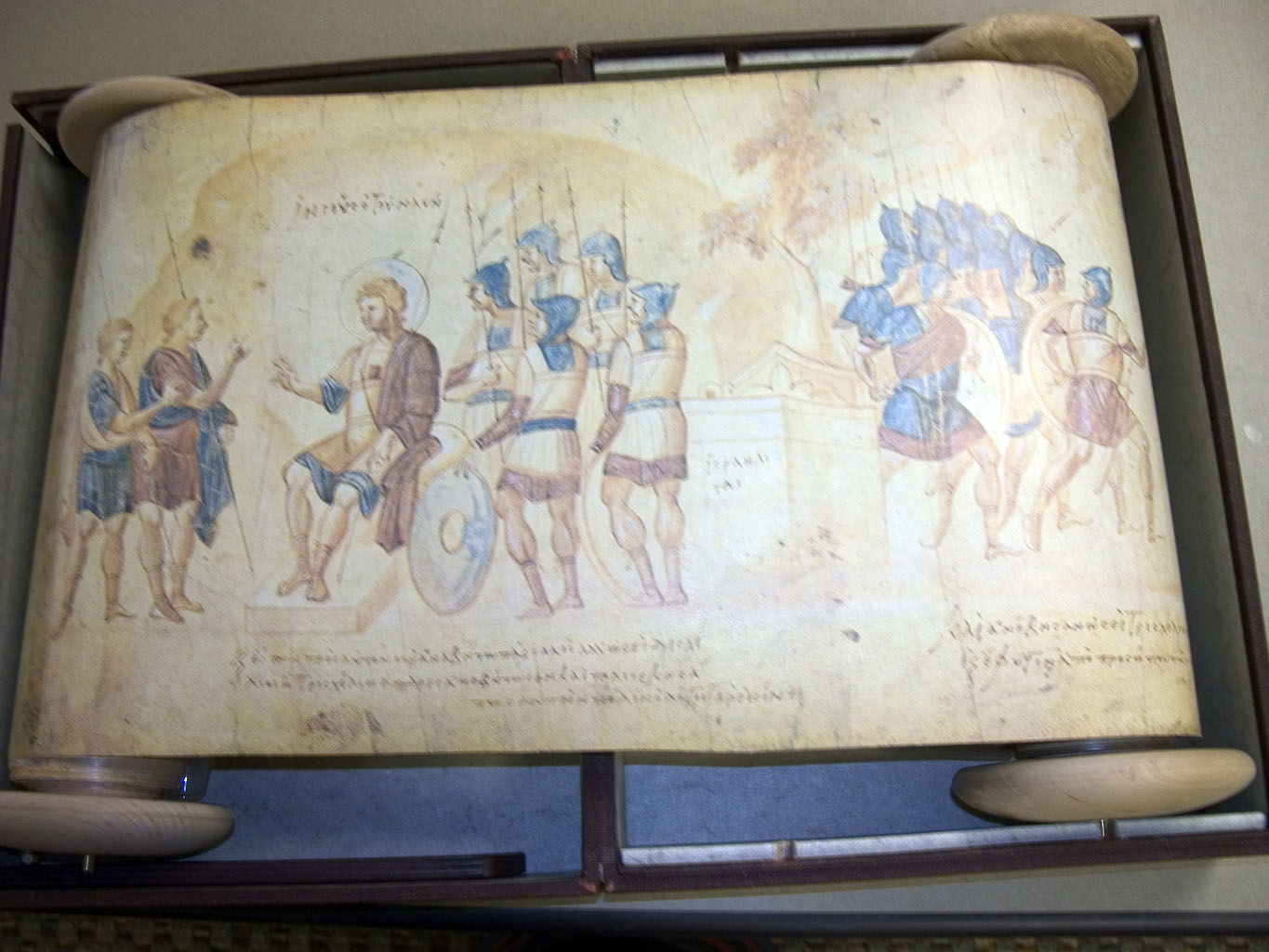
A Józsué-tekercs, Vatikáni Apostoli Könyvtár. Egy illusztrált tekercs, valószínűleg a 10. században készült a Bizánci Birodalomban.

A könyvtekercs egy papiruszból, pergamenből vagy papírból készült tekercs, amelyre írtak, festettek, vagy rajzoltak, információátadás, vagy dekoráció céljából. Az ókor jellegzetes könyvformája. A késő antik korszakban a kódex vált a fő információhordozóvá, habár később is készültek könyvtekercsek. A középkorban főként a közigazgatás használta ezt a formátumot. Ekkor főként pergamen volt az alapanyag, néha papírt használtak, például az esseni apátságnak juttatott adományokhoz (1353-1355).

## Felépítés

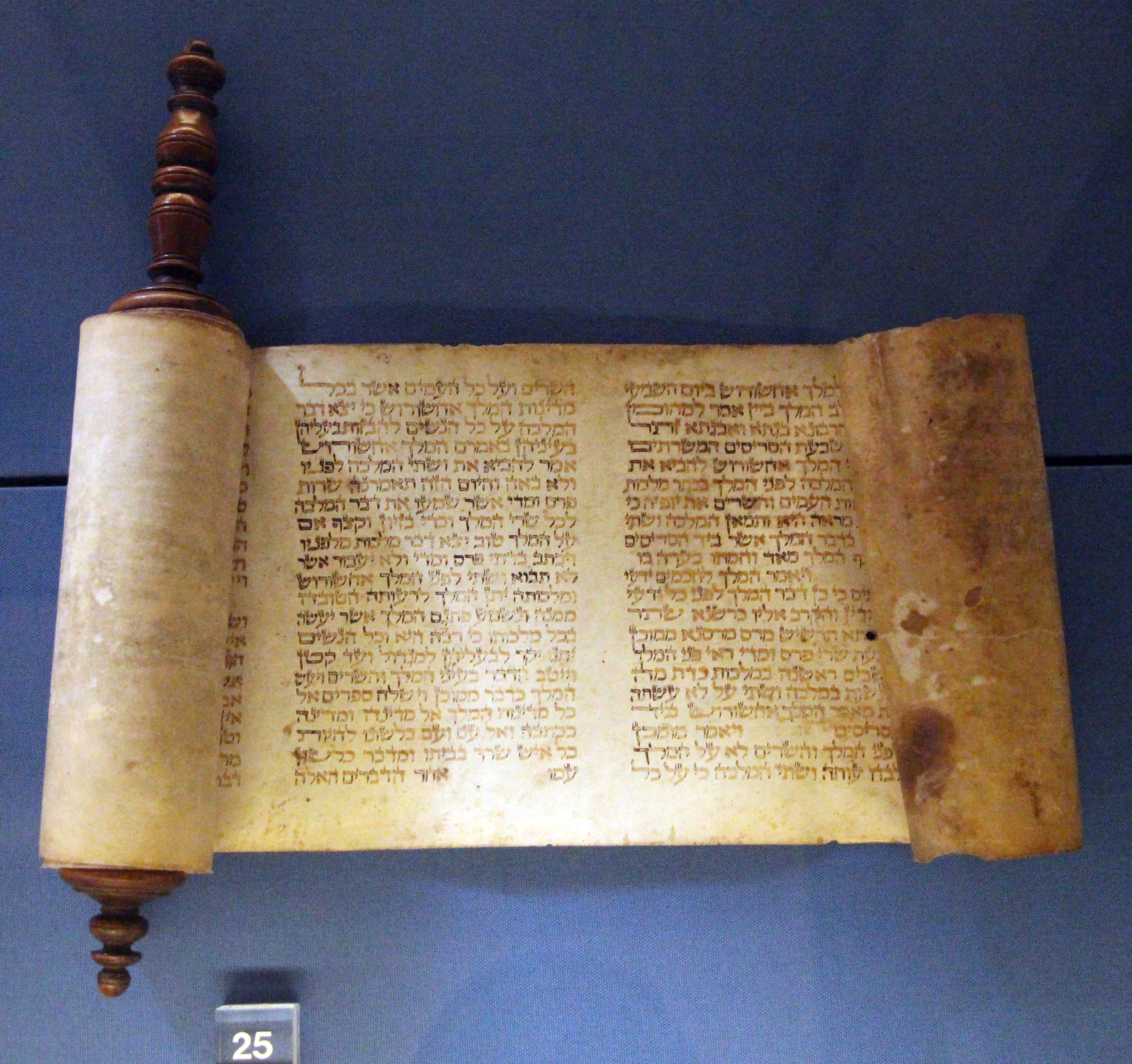
Pergamen könyvtekercs. Eszter könyve, 18. század (Biblioteca Medicea Laurenziana, Firenze). Méretei 18 × 318 cm, hagyományos írásmód, 21 sor a hosszabb iránnyal párhuzamosan. Bukszus fogantyúkkal.

A tekercs általában oldalakra van felosztva, amelyek különálló papirusz, vagy pergamenlapokból áll. Ezeket a szélein ragasztották össze, és így folyamatos, összefüggő, írásra alkalmas anyag keletkezett. A tekercset gyakran kitekerték, így védtelenné vált az idővel szemben, az írásnak és az olvasásnak, a megmaradó oldalak feltekerednek a látható oldalnak a bal és jobb oldalára. A tekercseket oldalról oldalra tekerték, és a szöveget sorokban írták a lap tetejére. Attól függően, hogy milyen anyanyelvű emberek írták a szöveget, attól függően változott az írás iránya: balról jobbra, jobbról balra, vagy váltakozó irányba. Egyes tekercseket csak összehajtották, míg más tekercsek mindkét végére raktak egy-egy fából készült hengert, amelyekre feltekerték a tekercset.

## Alapanyag
A könyvtekercsek alapanyaga eleinte a papirusz volt, melyet a Kr. e. 4.-3. évezred óta használták, eleinte Egyiptomban, majd később a görög városállamokban és a Római Birodalomban is.
Az első pergamenből készült könyvtekercsek a Kr. e. 15. században jelentek meg. A pergament több államban is használták, így például Egyiptomban, Júdeában, Asszíriában és Perzsiában is. A zsidók mindig pergamenből készült tekercsre írták a Tórát, a perzsák a törvényeiket 1200 pergamenből készült tekercsen írták össze. Az 1947-ben Qumranban talált töredékek zsidó vallási szövegeket tartalmaznak. A görögök azt a pergament, amire írtak diphterának nevezték. A pergamen tartósabb, mint a papirusz, ami érzékeny a nedvességre.
A középkorban néha papírt használtak, de ez ritkaság volt.

## Méretek

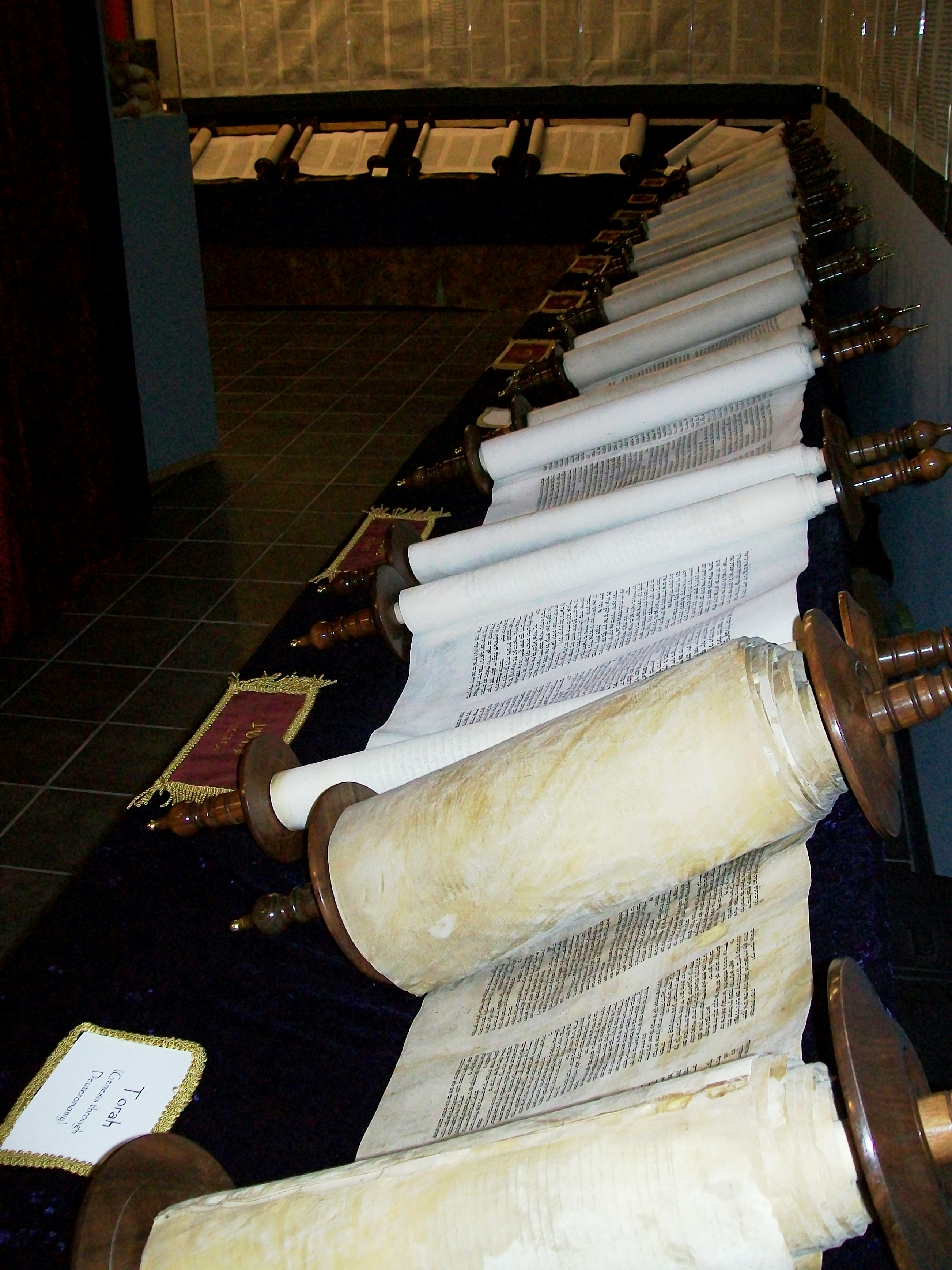
A 15. században készült Tanakh tekercsek

Eleinte különböző méretűek voltak a könyvtekercsek; majd az idő múlásával megfigyelhető a tekercsek szabványosodása, ami arra enged következtetni, hogy az írnokok előírások szerint dolgoztak. Papirusztekercset lapok összeragasztásával állítottak elő. Egy tekercs átlagosan 20 lapból áll, hossza hat méter. Magasságuk szerint két típus különböztethető meg: az egyik 20–30 cm-es, a másik 12–15 cm-es. Egy-egy tekercs egy „könyvet” tartalmaz, vagyis az egyébként több „könyvből” álló teljes mű tartalmilag valamelyest zárt egységét. Amennyire csak lehetett, megpróbáltak a hellyel takarékoskodni, és a hasábok alatt és felett is csak keskeny sávot hagytak szabadon. Különleges esetekben azonban széles, olykor akár a tekercs magasságának egyharmadát kitevő margókkal is találkozunk. Ennek célja a tekercs mechanikai védelme, illetve a tetszőleges megjelenés. Az átlagos sorhossznak a tizenhat szótagos hexameter számított.
Az egyiptomiak 30-40 méter hosszú könyvtekercseket is készítettek.
A papiruszlapok összeragasztásakor ügyeltek arra, hogy a szálirány egységes legyen. A belső oldalon (recto) a szálirány vízszintes, erre az oldalra írtak; a hátoldalon (verso) a hosszanti szálirány akadályozta az íróeszköz futását. Az első oldal (protokollon) száliránya merőleges a többire; erre nem írtak, szerepe a tekercs mechanikai védelme volt. Gyakran az utolsó lapra sem írtak, esztétikai okokból.

## Írás
Az egyiptomiak a könyvtekercset kolumnákban írták. Az egyes sorok a tekercs hosszanti szélével párhuzamosan futottak. A hasábok között egységes közt tartottak. Azokon a tekercseken, amelyeken túlvilági szövegek találhatók, a hieroglif írás jellemző, valamint a folyamatosan írt szöveg függőleges sorokba rendezett írásjelei fentről lefelé haladnak. A görög Timótheusz-papiruszon öt, átlagosan huszonhét soros hasáb figyelhető meg, noha a sorok igen eltérő hosszúságúak. Csakúgy, mint a Prisse-papiruszon, a szöveg itt is szakaszokra tagolódik, melyek mindegyike új sorral kezdődik, és a következő szakasztól az utolsó sor alatti rövid vonással különül el. A görögök folytonosan írták a szöveget, szóközök nélkül. Diakritikus jeleket a későbbi papiruszokon kezdtek el használni. Ez nyelvészek szövegkritikai munkásságára vezethető vissza. Különféle rövidítéseket vezettek be. Mindezek segítik a kormeghatározást. Ezzel szemben az ókori római, latin nyelvű papiruszokon vannak szóközök, amiket pontok jelölnek. Az illusztrációk ritkák; kontúros figurák ékelődnek be a szövegbe, keret nélkül. Ebből származik a tekercsstílus megjelölés a könyvfestésben.
A középkorban hosszanti irányban írtak. A kétféle könyvtekercset gyakran még a szakirodalomban is ugyanúgy nevezik, ami félreértést okoz.
A könyvtekercseket nádtollal írták, a vonalakat ólomkoronggal húzták meg. A 4. században használatba került a madártoll (lúdtoll). Fémtollakat is alkalmaztak, melyek azonban nem voltak olyan rugalmasak, mint a maiak. A tintát fémből készült tintatartókban tartották. Többféle recept alapján különböző tinták készültek. A 4. századtól a tinta alapanyagául a tölgyfagubacs és a vasszulfát szolgált. Ennek az úgynevezett vas-gubacstintának az volt a hátránya, hogy bomlandósága miatt olykor még az írás alapanyagául szolgáló anyagot is kikezdte. Az elírásokat az írnok szivaccsal letörölte, és helyére írta a helyes szöveget. Teljesen kitörölt és újraírt papirusszal ritkán találkoznak, pergamennel inkább.
A könyvtekercsnek azért csak az egyik oldalára írtak, mert feltekerték egy rúdra és emiatt nehezen kezelhető volt. Néha a külső oldalon is található írás, ez piszkozat vagy másodlagos felhasználás, üzleti feljegyzések céljára. A szöveghez kapcsolódó megjegyzések segítik a kormeghatározást, különösen ha az írnoktól származnak, és időmegjelölést is tartalmaznak. Ha megjegyzések vannak a hátoldalon, akkor a tekercset opisthographonnak nevezik. Néha előfordul, hogy a szerző a belső oldalon kezdte a szöveget, és a külső oldalra is írt; ezek többnyire anyaggyűjtések, jegyzetek.

## Tárolás
A könyvtekercset egy rúdra, az umbilicusra tekerve tárolták. A rúd két vége kilógott a tekercsből, és szarvszerűen meg voltak hajlítva. A tekercseket pergamen tokban (capsa), fadobozban (scrinium) vagy polcon tárolták. Ezeket az alkalmatosságot számos ábrázolásból ismerhetjük, így a rómaiak hengeres formájú tokban szállították a könyveket. A szobrászatban lábtámaszként a műveltséget és az olvasottságot jelöli.
Összetekert állapotában a könyvből kilógott egy szalag, a titulus, amelyen a szerző nevét és a mű címét tüntették fel. Eleinte magára a tekercsre nem írták rá a címet, később azonban a könyv végén – még később rövidített formában az elején – megadták. Erre azért volt szükség, mert egy mű gyakran több kötetből állt. Ezt a szalagot a papirusz felső pereméhez ragasztották.
A kódexekhez képest a könyvtekercs helyigénye nagyobb volt, mivel csak egyik oldalára írtak, és felhalmozni sem lehetett őket. Tűz esetén könnyebben is égett.

## Olvasás
A tekercsek olvasása mindkét kezet lefoglalta. Olvasáskor a rudat kihúzták, a tekercset jobb kézzel tartották, illetve göngyölték ki, majd a ballal göngyölték vissza. A héber tekercseket ezzel ellentétes irányban kell olvasni. Olvasás után az egész tekercset fel kellett göngyölni, hogy a szöveg kezdete újra az elejére kerüljön. A kisebb tekercsek esetén nem volt szükség rúdra, csupán a hátsó peremük volt papirusszal megerősítve. Ebből a kezelésből származik a volumen szó is, ami latinul könyvtekercset jelent, de több más nyelv kötet jelentésben használja.
A ki- és visszagöngyölítést farudak segítik. A zsidó vallásos szövegekhez nem szabad olvasás közben kézzel hozzáérni, hanem csak a farudakat szabad megfogni. Mutatóbotot is használnak, ez egy kisebb, díszes bot.
A régi könyvtekercsek olvasását a modern technológia is segíti. Olyan összeégett tekercsek szövegét is meg tudták fejteni, amelyek elégtek, és az alapanyag színe megegyezik a tinta színével. 2015 januárjában számítógépes programmal tették olvashatóvá a Herculaneum tekercseket, amelyeket fizikailag nem lehet kinyitni anélkül, hogy porrá omolnának. Ezt több, mint 10 éves munkával érték el.

## A könyvtekercsek története

### Egyiptom

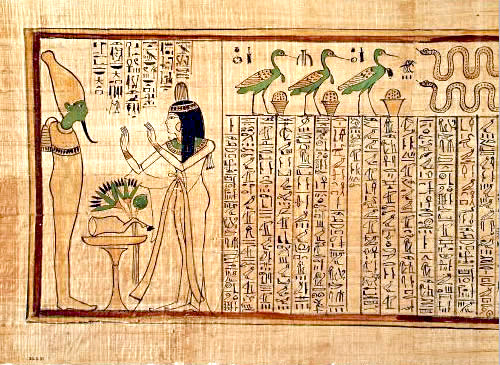
Egy kép a Halottak Könyvéből: az elhunyt Ozirisznak hódol. Nauni hercegnő könyvéből. A tekercs XXI. dinasztia idején, az i.e. 11. században készült

A könyvtekercseket először a Kelet-Mediterrániumban található ősi egyiptomi civilizációk használták nyilvántartásra. Az egyiptomiak a tekercseket papiruszból készítették; a legrégibbek a Kr. e. 4. évezredből ismertek. A leghíresebb, fennmaradt, egyiptomi szöveg a Halottak könyve, amely halállal és a túlvilággal kapcsolatos ókori egyiptomi szövegek gyűjteménye.

### Izrael

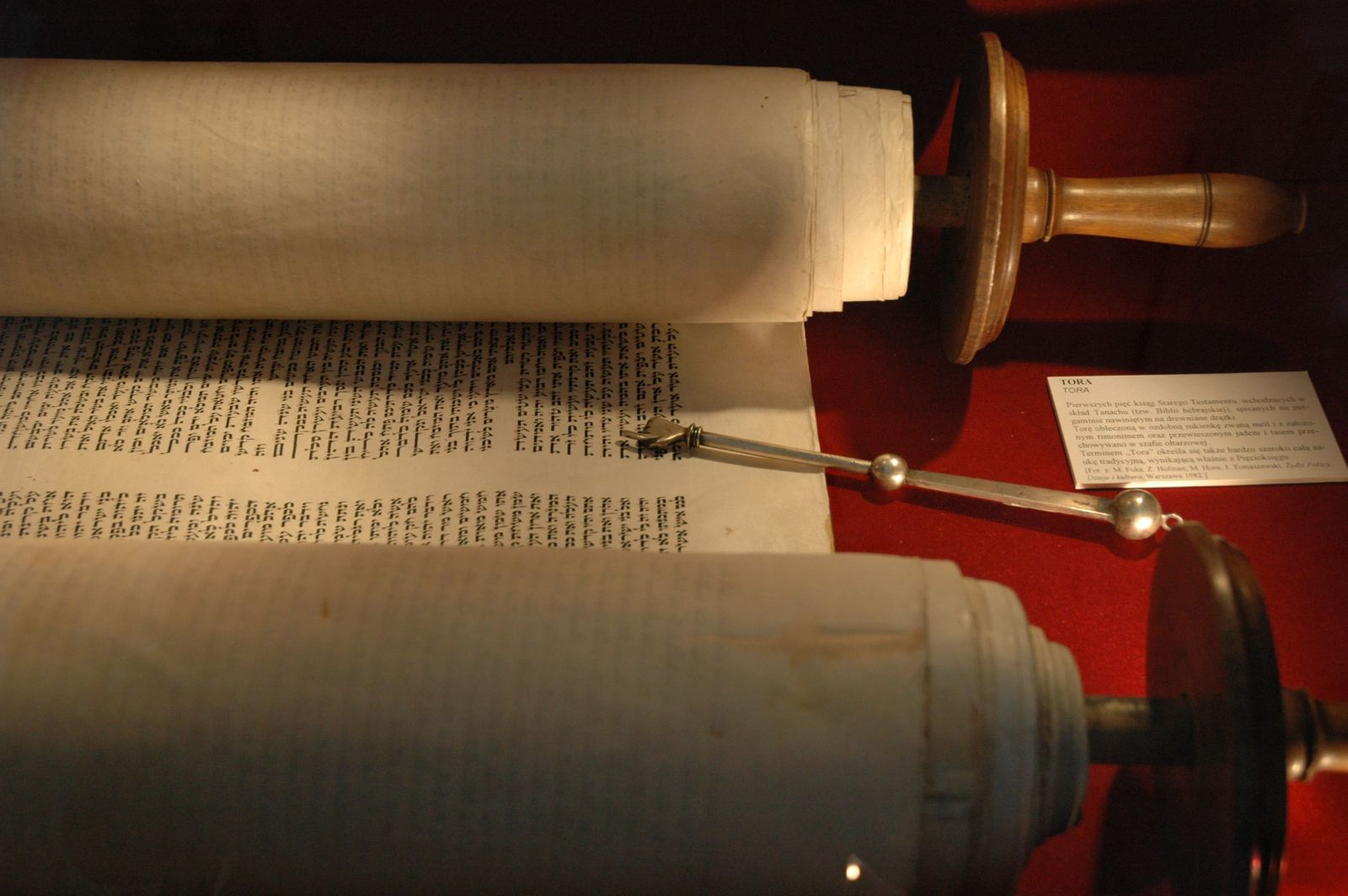
18. században készült Tóra tekercs

A zsidók is használtak könyvtekercset. A leghíresebb zsidó könyvtekercs a Tóra, melyet pergamenre írtak. A zsidó hagyomány szerint a Tórát aprólékos munkával kellett készíteni – mely akár 2000 órán keresztül is tarthatott.

### Szíria és Babilon
Szíriában és Babilonban a zsidók által terjedt el a könyvtekercs. Ebben a két államban pergamenből készültek a tekercsek. Ezeknek a könyvtekercseknek már megfelelő volt a minőségük és a tartósságuk, és ezeket később importálták az európai és indiai államok.

### Hellász és a Római Birodalom

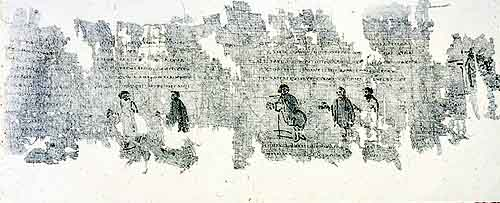
Görög nyelvű kézirat töredéke a 2. századból

Az ókori görögök az egyiptomiaktól vették át a könyvtekercset. Hérodotosz szerint a papiruszt felváltotta a pergamen. Görög területeken a Kr. e. 6./5. századtól, rómaiaknál a Kr. e. 3./2. századtól ismert ez a formátum.
A rómaiak nehézkesnek és hosszadalmasnak találták a könyvtekercseknek az állandó görgetését, ezért kitalálták a kódexet. A Kr. u. 4./5. században a kódex visszaszorította a könyvtekercset, csak irodalmi szövegeket írtak még a 6. században is, de még ekkor is a klasszikus műveltség szimbóluma maradt a könyvtekercs. Úgy tértek rá a kódexek használatára, hogy lemásolták a könyvtekercseket, és a másolás után az eredetit kidobták. Így a legtöbb könyvtekercset szemét között vagy sírokban találták.
Miután az arabok elfoglalták Egyiptomot, még Bizáncban is ritkává vált a papirusz. Mégis maradtak fenn papirusz oklevelek még a 11. századból is.

### A korai kereszténység
A korai keresztény egyház a korai középkorig használta a könyvtekercseket. Ebben az időben sok helyesírási hiba került a másolás során a szövegekbe, aminek következtében az Újtestamentumnak nem volt két azonos változata.

### Európai középkor

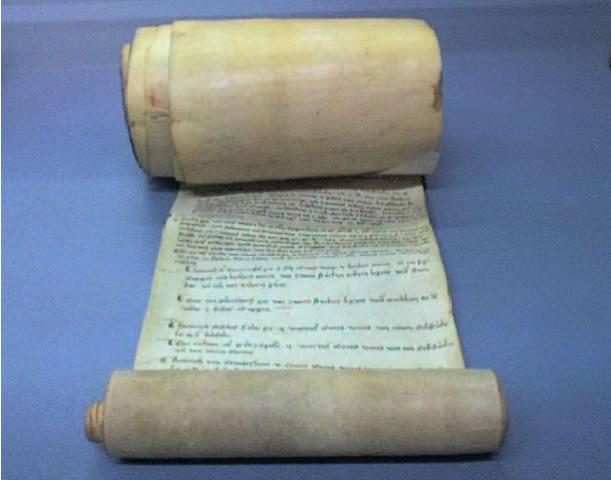
Urbárium tekercs a säckingeni kórusnővérek számára, 1310 körülről. Írásiránya a hosszabb oldalra merőleges

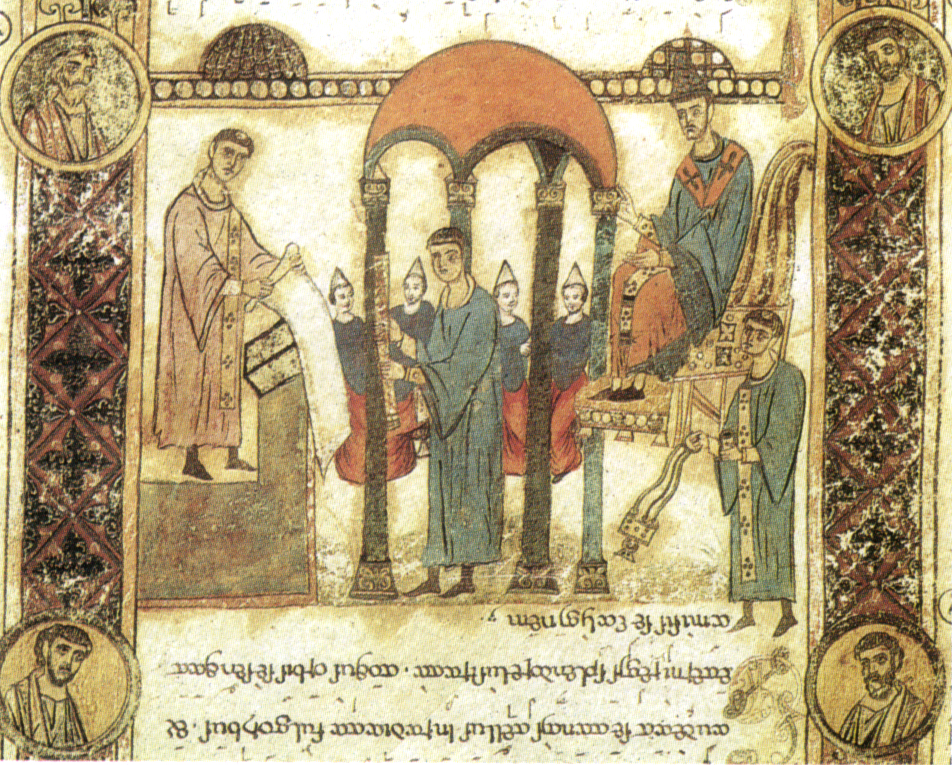
Exultettekercs, Bari, 11. század.

A könyvtekercsek a középkor folyamán szinte teljesen eltűntek. Bizánci hatásra a 9. századtól jelentek meg, de csak ritkán használták őket, mint például hivatalos szerződésekkor és más nagy jelentőségű nemzetközi dokumentumoknál egészen a barokk korig (a 17. századig).
A dokumentumokat általában kiváló minőségű pergamenre írták, és a szerződés aláíróinak neveket arannyal és ezüsttel írták. A könyvtekercsek latinul íródtak. A könyvtekercseket liturgikus és adminisztrációs célokra is használták Európa-szerte.
Különösen a 12./13. századi Angliában kedvelték, gyűlésekről készült feljegyzések és elszámolások is kerültek rájuk. Családfákat és történelmi műveket is feljegyeztek így. A seriff jelentéseit is könyvtekercsre írták; erre a célra sokáig megmaradt. Skóciában a 13.-17. században létezett a Rotulorum Clericus hivatala.
Német területeken többnyire urbáriumokat és a polgárok szabadságjogait rögzítő könyvtekercsek jellemzők. Könyvtekercsek rögzítették egy-egy város polgárainak névsorát. Németül többféle megnevezés használatos az alkalmazás céljától függően.
Dél-Itáliában találhatók liturgikus célú tekercsek, ezek a húsvéti Exsultet dicsőítést tartalmazzák, és gazdagon illusztráltak. Felolvasáskor a tekercset úgy engedték le, hogy a közösség láthassa a képeket. A képek és a szöveg iránya ellentétes, a felolvasó számára a képek fejjel lefelé álltak.
Kolostorokban főként a bencéseknél a halott szerzetesek neveit gyűjtötték tekercsekre, amiket többször is meghosszabbítottak. Így az élők imáikban megemlékezhettek minden testvérről.

### Nyugat- és Közép-Ázsia
A könyvtekercset az iszlám világban is használták. A tekercsek gyakran gazdagon díszítettek voltak, mert kalligrafikus írással írtak.

### Kelet-Ázsia

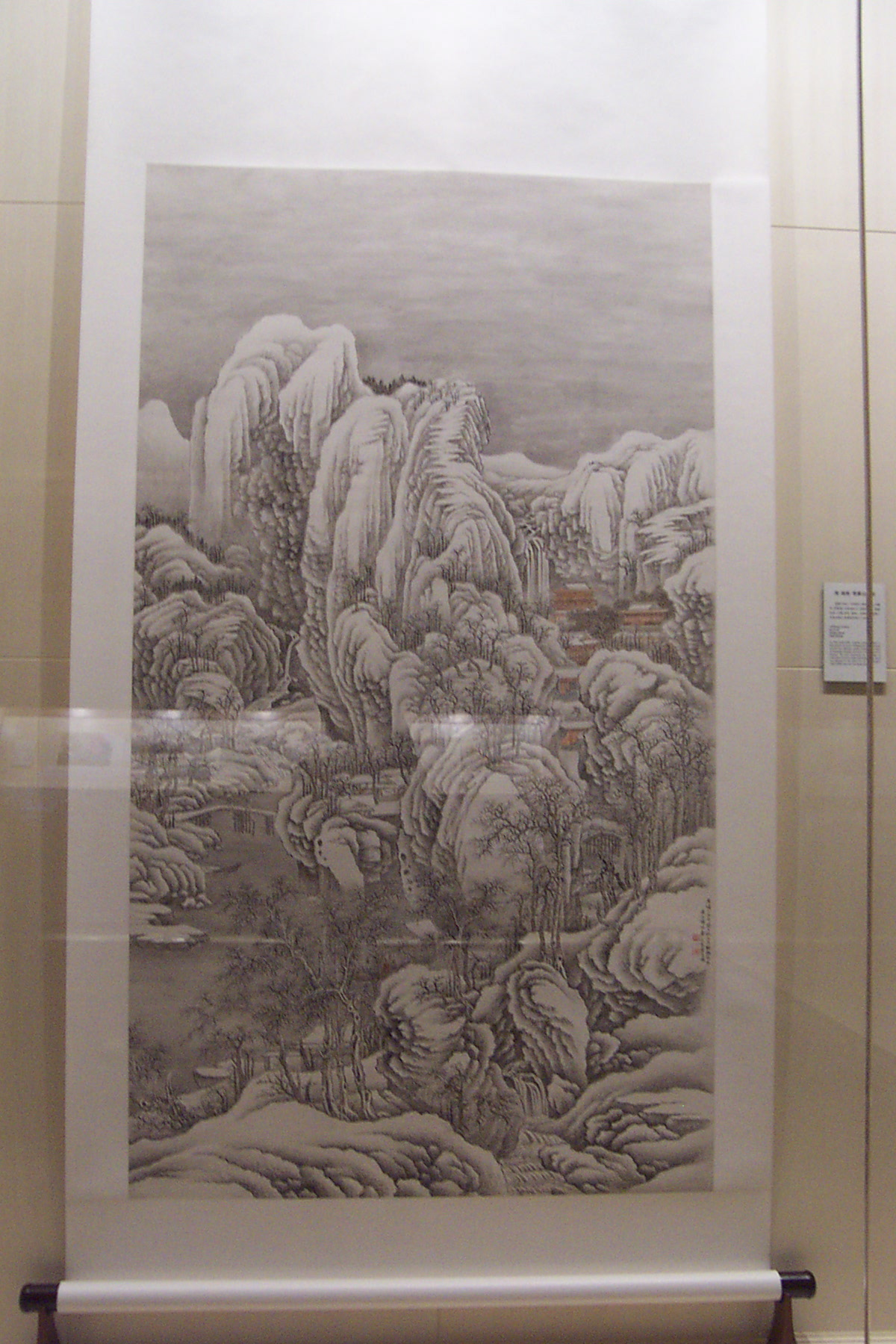
Egy 16. században készült kínai függő tekercs a Shanghaj Múzeum kiállításán

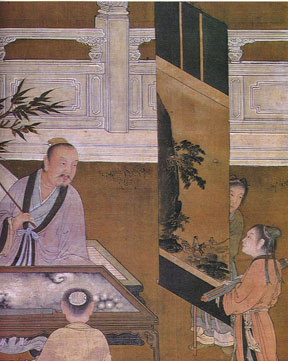
Egy 17. században készült kínai függő tekercsábrázolás

A könyvtekercset kelet-ázsiai kultúrák – így a koreaiak, a kínaiak és a japánok – is használták. A kínaiak az íráshoz a tustintát használták, melyet ők fejlesztettek ki és tökéletesítettek. A tus fenyőfaszurokból és szezámolajból előállított lámpakoromból készült. Marhabőrből kivont [enyvvel főzték és gyúrták össze ezeket az alkotórészeket.
Később más formátumokat vezettek be Kínában, elsősorban a szútra vagy a szent írások vonatkozásában: a tekercset hajtogatott harmonika-stílus hajtották össze, amellyel elkerülhető volt az, hogy összetekerés során egy cső jött létre. A hagyományos festészet és a kalligráfia is megjelent Kelet-Ázsiában, melyeket a falra akasztható függő tekercseken alkalmaztak.

#### Bélyegzőkészítés
Indiában i. e. 1500 körül elpusztult magas műveltségű Mohendzsodaro és Harappai civilizáció, ebből az időből számtalan hengerbélyegző és bélyegzőlenyomat került elő. A pecséthengerhez hasonló módon használták a híres krétai phaisztoszi korongot is.
A babiloni és egyiptomi téglanyomatokat később a rómaiak is átvették, a légiók jeleit illetve az évszámokat nyomták az erődítmény falaiba.
A bélyegzés technikájának kiterjedt használata vezetett a papír feltalálása után az első táblanyomatok elkészítéséig, ami valójában a könyvnyomtatás előfutárának is tekinthető.

#### Táblalenyomatok
A kínaiak nemcsak írtak a könyvtekercsekre, hanem táblalenyomatokkal nyomtattak is a tekercsekre.
Az első táblanyomat az 1. század táján készülhetett, ahol tussal bekent tégla- és kőfeliratokról készítettek papírlevonatot. A legrégebbről fennmaradt a mahájána mitológia egyik forrása, a Gyémánt Szútra (Gyémánt könyvecske), amely 868-ban készült, szintén fadúcos táblanyomat. A Gyémánt Szútrát Stein Aurél fedezte fel a kelet-turkesztáni Tun-huangban.
A táblanyomat-készítés igen hamar hatalmas méreteket öltött Kínában. Az eljárás lényege, hogy a szöveget leírták tükörfordítottan egy papírra, melyet egy nedves deszkalapra fordítottak. Az így kapott tükörképet körbefaragták, ez volt a negatív minta, melyet tussal bekentek és erre simították rá a papíríveket.

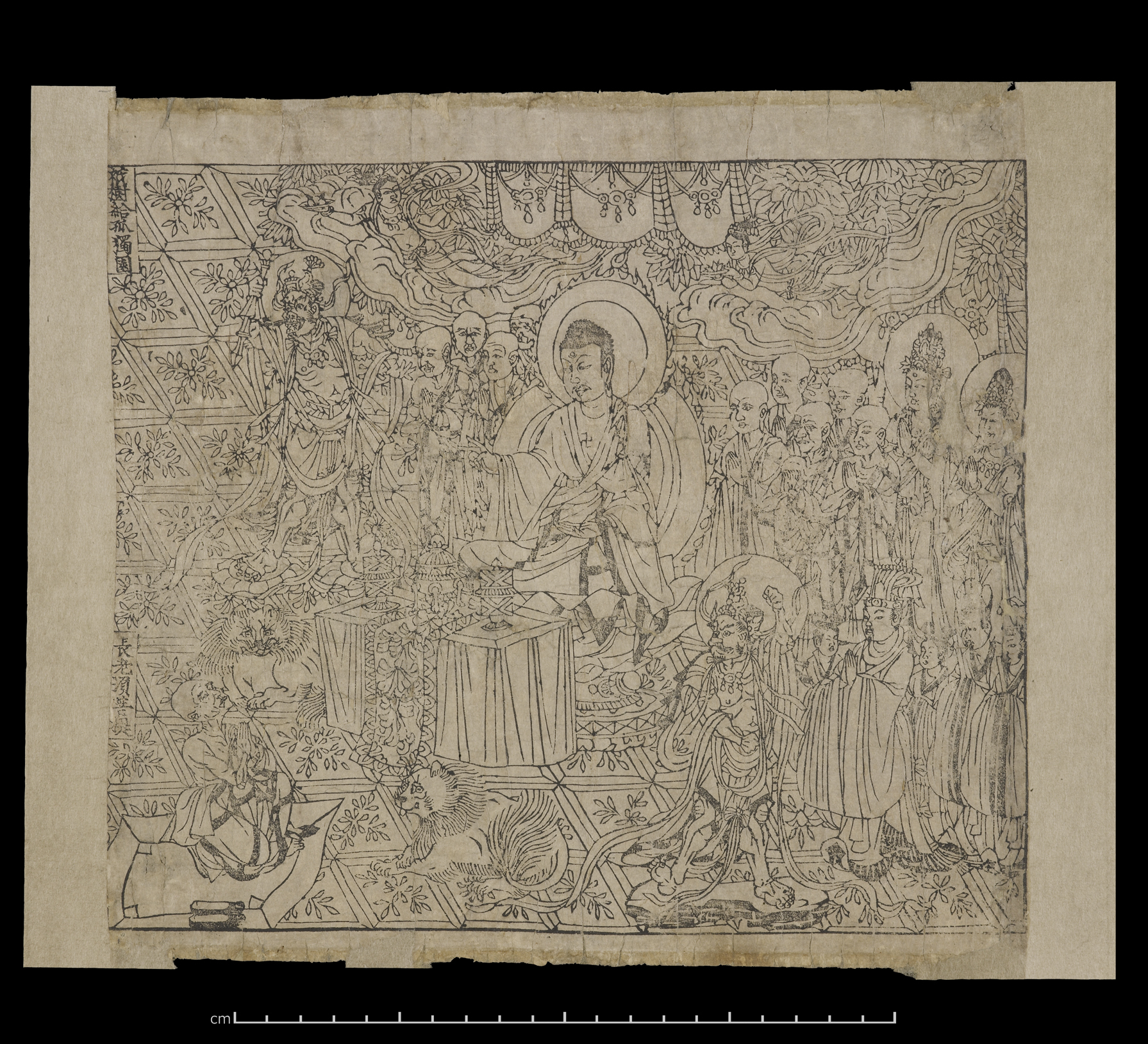
A 9. században készült Gyémánt Szútra egy részlete

A kínai táblanyomatok elterjedéséből egyenes út vezetett a szedésnyomás kialakulásához mely Pi-seng kovácsmester nevéhez fűződik, aki 1040-ben elkészítette cserépbetűit. A kovács feltalálta a könyvnyomtatást mozgatható betűkkel. Az írásjeleket agyagból formázta ki, porcelánná égette és úgy szedte, ahogy a mai betűket szedjük. Később fából faragott írásjeleket is használtak, ezeket kúp alakú, sokrekeszes szekrényekben tartották. De mivel a kínai írás nehézkes és bonyolult, nem lett ennek akkora jelentősége, mint Európában. A tekercs alakú könyvformáról hamar áttértek a lapozható, leporellószerű könyvformára. A táblanyomás módszereinek megismerése a játékkártyák elterjedésének köszönhető.

### Modern kor
A zsidó istentiszteleteken a szent iratokat, köztük a Tórát kézzel írott tekercsekről olvassák fel. Mivel ezek tartalmazzák Isten nevét, azért különös gondossággal kezelik, kézzel nem érintik magát a pergament. Ezeknek az írását is külön gonddal végzik, számos szabályt kell betartani, hogy a tekercs zsinagógai használatra alkalmas legyen. Vannak ugyan kódexek is a szent szövegekkel, de csak másolás céljára.
Néhány kultúra is használ tekercset vallási célokra, vagy dekorációra.

## Könyvtekercs-ábrázolások
A Kr. e. 5. században megjelentek a könyvtekercs-ábrázolások. Az egyik ilyen ábrázolás a Durisz görög festő díszítette váza, amely bemutatja, miként alkalmazták a könyvtekercset az iskolai oktatásban.

## Híres könyvtekercsek

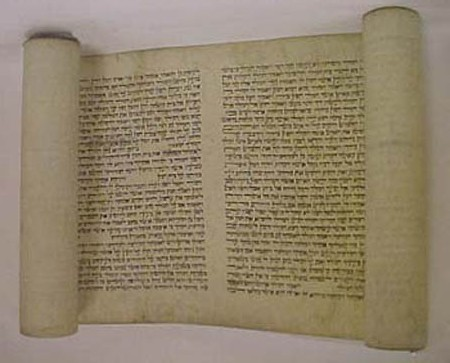
Eszter könyvét tartalmazó 18. századi tekercs. (Sevilla, Spanyolország)

- A legrégibb épen maradt leletnek a Párizsban őrzött, bölcs mondások gyűjteményét tartalmazó Prisse-papirusz számít, melyet hieratikus írással, fekete és piros tintával írtak, és valószínűleg a Kr. e. 3. évezredben keletkezett.
- A legrégibb görög leletet (Kr. e. 4. század), egy elégett tekercs elszenesedett darabját, Szaloniki mellett, Derveniben találták meg. Ezen a tekercsen egy prózában írt, orfikus teogóniai kommentár olvasható.
- A harmadik legrégebbi lelet Egyiptomból származik: a Kr. e. 4. és 3. század fordulóján keletkezett töredék Milétoszi Timótheusz Perzsák című költeményét tartalmazza.
- A Halottak Könyve a halállal és a túlvilággal kapcsolatos ókori egyiptomi szövegek gyűjteménye.
- Tanakh-tekercsek
- Tóra-tekercsek
- Holt-tengeri tekercsek

### Könyvek
- Galli Katalin: A könyv története I. A kezdetektől a 15. század végéig, Budapest, Hatágú síp alapítvány, 2004., p. 28-29.
- Fritz Funke: Könyvismeret, Budapest, Osiris Kiadó, 2004, p. 78-81
- Magyar katolikus lexikon VII. (Klacs–Lond), Főszerk. Diós István; szerk. Viczián János. Budapest: Szent István Társulat. 2002., p. 353-354.
- Várkonyi Nándor: Az írás és könyv története, Budapest : Széphalom Könyvműhely, 2001. p. 45-222

### Fordítás
- Ez a szócikk részben vagy egészben  a   Scroll című angol Wikipédia-szócikk fordításán alapul.  Az eredeti cikk szerkesztőit annak laptörténete sorolja fel. Ez a jelzés csupán a megfogalmazás eredetét és a szerzői jogokat jelzi, nem szolgál a cikkben szereplő információk forrásmegjelöléseként.
- Ez a szócikk részben vagy egészben  a   Schriftrolle című német Wikipédia-szócikk fordításán alapul.  Az eredeti cikk szerkesztőit annak laptörténete sorolja fel. Ez a jelzés csupán a megfogalmazás eredetét és a szerzői jogokat jelzi, nem szolgál a cikkben szereplő információk forrásmegjelöléseként.